# Gong Zizhen

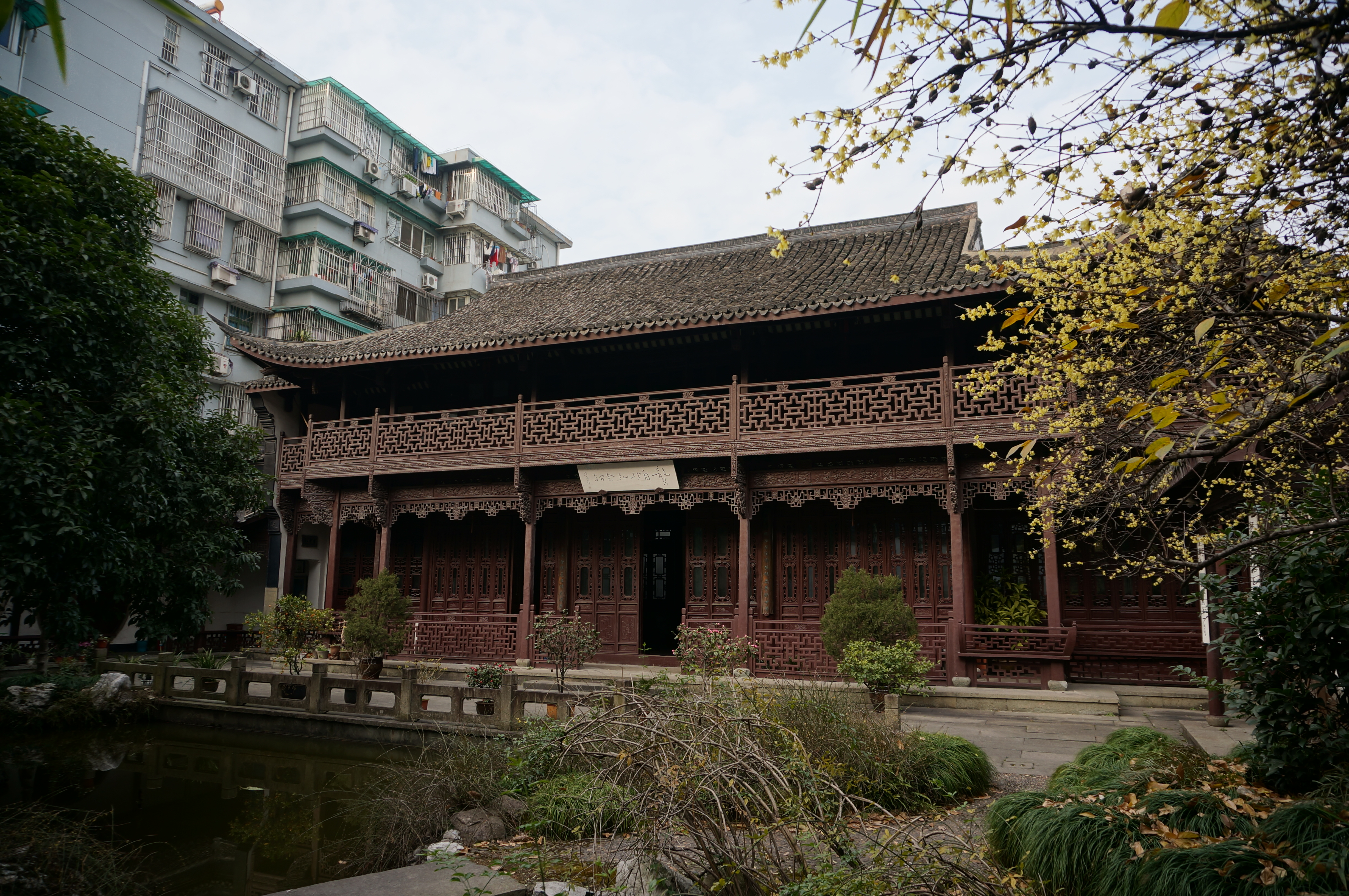
Monument en memòria de Gong Zizhen

Gong Zizhen (en xinès tradicional: 龔自珍; en xinès simplificat: 龚自珍; en pinyin: Gōng Zìzhēn), també conegut com a Gong Yijian 龔易簡 ó Gong Gongzuo 龔鞏祚,(1792-1841) pensador, escriptor i poeta xinès. La seva obra va incidir de forma notable en els moviments de modernització de finals de la dinastia Qing.

## Biografia
Va néixer el 22 d'agost de 1792 a Ren He (actual Hangzhou) a la província de Zhejiang, Xina. La seva família es va traslladar a Pequín quan Gong tenia 6 anys. En la seva formació va tenir molta influència el seu avi, el filòsof Duan Yucai (段玉裁) que el va fer interessar pel període dels Han (206-220) i en la lectura dels clàssics. Va passar els diferents nivells d'exàmens imperials fins a assolir el grau de "jinshi", ocupant diversos càrrecs administratius fins a arribar a ser el responsable del Ministeri de Ritus i Cerimònies.
Va ser deixeble Liu Fenglu, i com aquest insistí a nivell de pensament que hi havia una estreta relació entre Rius i Lleis.
Va ser molt crític amb els nivells de corrupció del Govern i va escriure diversos assaigs condemnant les males pràctiques en l'administració.
Davant de la davallada general de la Dinastia Qing i de les pressions que el país rebia de l'exterior, Gong va unir-se a un grup d'escriptors i intel·lectuals que volien potenciar les reformes que creien que la Xina necessitava, però al final de la seva vida desil·lusionat de l'evolució del procés reformista es va retirar a la vida privada. Malgrat tot, les seves idees van influir en el futur "Moviment d'auto-enfortiment" (1861-1895) i en la nova generació de partidaris de la reforma, com Kang Youwei (1858-1927), un dels impulsors de la denominada "Reforma dels Cent Dies", (1898) i Liang Qichao (1873-1929).
Com a poeta va escriure més de 300 poemes, utilitzant de forma especial l'estil "jueju" (quartets) i també en forma de "ci", ambdues molt utilitzades durant la dinastia Tang (618-907).
Les seves obres més importants estan recollides en el llibre "Gong Zizhen quanji" (龔自珍全集) i part de l'obra poètica en la col·lecció "Jihai zashi" de 1839.
Va morir el 26 de setembre de 1841 a Danyang, província de Jiangsu.